# Pycnothyriella discreta
Pycnothyriella discreta är en svampart som beskrevs av Bat. 1952. Pycnothyriella discreta ingår i släktet Pycnothyriella, divisionen sporsäcksvampar och riket svampar.   Inga underarter finns listade i Catalogue of Life.